# Rue Martin-Garat
La rue Martin-Garat est une voie du 20e arrondissement de Paris, en France.

## Situation et accès

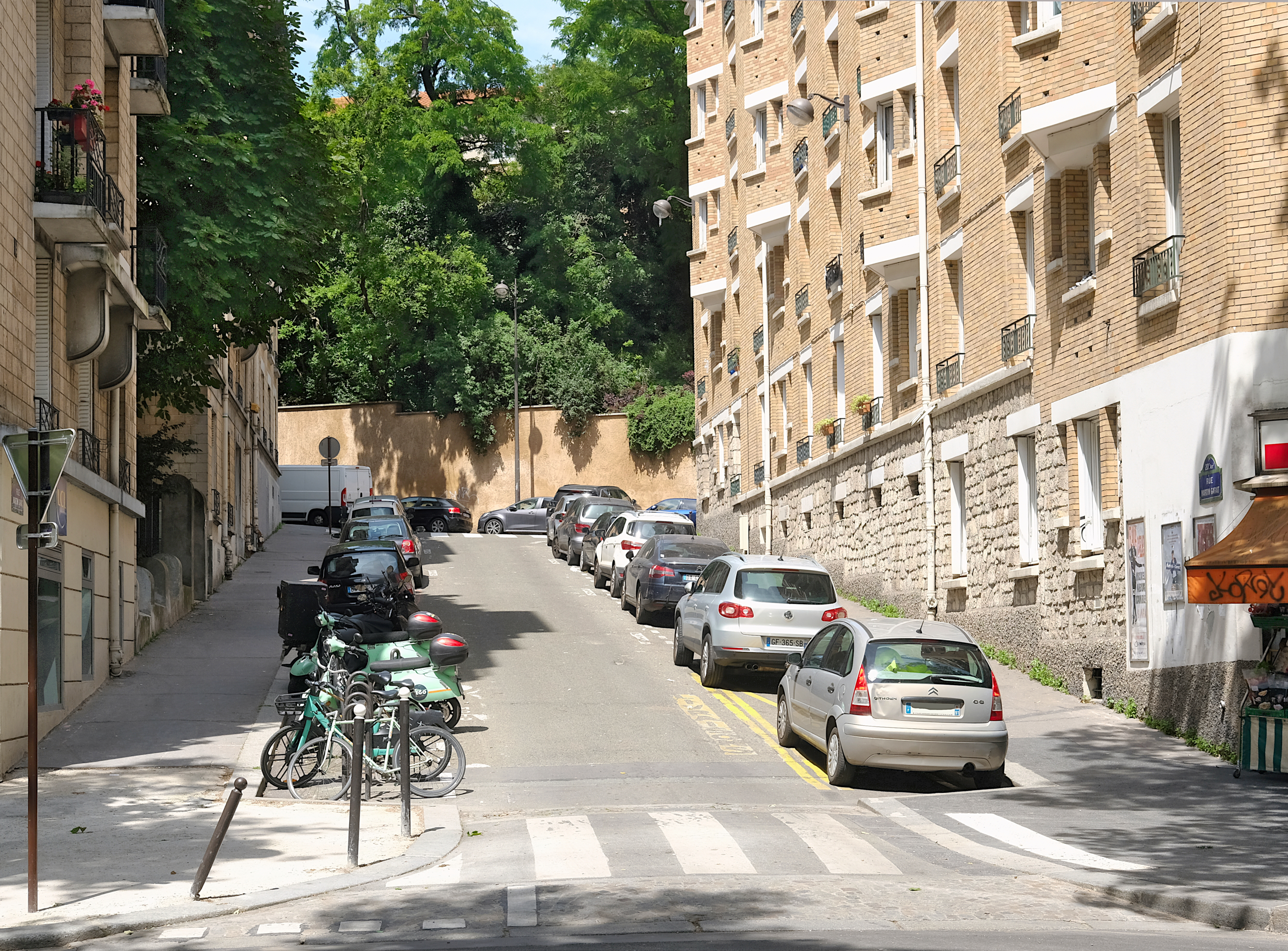
La rue Martin-Garat vue en direction de la rue Géo-Chavez.

La rue Martin-Garat est une voie publique située dans le 20e arrondissement de Paris. Elle débute au 8, rue de la Py et se termine au 5, rue Géo-Chavez.

## Origine du nom
Elle doit son nom à Martin Garat (1748-1830), premier directeur de la Banque de France.

## Historique
Cette voie partiellement indiquée sur le plan cadastral de 1812 est classée dans la voirie de l'ancienne commune de Charonne par un arrêté du 3 juillet 1830, sous le nom de « sentier de traverse de la Py ».
Classée dans la voirie parisienne par le décret du 23 mai 1863, elle devient un tronçon de l'impasse de la Py par un arrêté du 1er février 1877.
Elle prend sa dénomination actuelle par un arrêté du 6 novembre 1905 avant d'être prolongée en 1930.